# Galdan Boshugtu Khan
Choros Erdeniin Galdan (1644-1697, en mongol: Галдан Бошигт хаан, pronunciación mongola: [kaltaŋ boʃɪχt χan], en escritura mongola:  ᠭᠠᠯᠳᠠᠨ ᠪᠤᠱᠤᠭᠲᠤ ᠬᠠᠭᠠᠨ Galdan bošoɣtu qaɣan, en chino, 噶尔丹; pinyin, gáěrdān) fue un kan zúngaro-oirate del kanato de Zungaria. Como cuarto hijo de Erdeni Batur, fundador del kanato de Zungaria, Galdan era descendiente de Esen Taishi, el poderoso kan oirate de la dinastía Yuan del Norte que unió a los mongoles occidentales en el siglo XV. La madre de Galdan, Yum Aga, era hija de Güshi Kan, el primer rey joshut-oirate del Tíbet.

## Primeros años y consolidación del poder

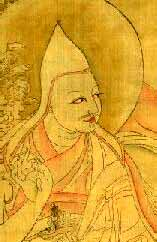
En sus primeros años, Galdan estudió en Lhasa bajo la guía espiritual de Lobsang Chökyi Gyaltsen, el cuarto panchen lama, y de Ngawang Lobsang Gyats, el quinto dalái lama.

A la edad de 7 años, Galdan fue enviado a Lhasa para ser educado como lama con Ngawang Lobsang Gyats, el quinto dálai lama en el monasterio de Tashilhunpo. Pasó 20 años estudiando los cánones budistas, la filosofía, la astronomía, la astrología y los fundamentos de la medicina y la farmacología. En este sentido, fue uno de los reyes mejor educados en la historia de Mongolia.
Apoyó la reivindicación de su hermano Sengge del título de kan de los zúngaros contra las pretensiones de sus medio hermanos Sengge y Tsodba Batur. Con el apoyo de Ochirt Tsetsen 
kan de los koshots, Sengge consolidó su dominio en 1661. Sin embargo, los dos hermanos nunca renunciaron a sus aspiraciones reales y en 1670 Tsetsen asesinó a Sengge en un golpe familiar. Cuando la madre de Galdan, Amin-Dara, llegó a Lhasa para informar a Galdan de la muerte de Sengge, Galdan renunció inmediatamente a su condición de lama y regresó rápidamente al valle del río Irtish para vengarlo. Después de derrotar contundentemente a Tseten y Tsodba Batur en 1671, el dálai lama nombró a Galdan Hongtaiji «príncipe heredero».
Después de la muerte de Sengge, Galdan tomó a su viuda Anu khatun, nieta de Ochirtu Kan, como su novia. El conflicto dentro de la familia pronto volvió a estallar cuando Ochirtu, temiendo la popularidad de Galdan, apoyó al tío de Galdan y su rival Choqur Ubashi. En 1678 Galdan obligó a Ochirtu a huir a Qinghai y estableció una hegemonía sobre los oirates. Al año siguiente, el dalái lama le concedió el título más alto de kan Boshoghtu (o Boshughtu), o «kan divino».

## Altishahr y los kazajos
Los imanes del linaje Naqshbandiyya habían reemplazado a los kanes de Chagatai a principios del siglo XVII. Después de la derrota de la Montaña Blanca Khoja, su gobernante exiliado Afaq Khoja se acercó a Ngawang Lobsang Gyats para pedirle ayuda militar en 1677. A petición de este último, Galdan derrocó a Khoja  de la Montaña Negra en la conquista de Altishahr por los zúngaros e instaló a Afaq como su cliente gobernante allí. Galdan decretó que los turkestani serían juzgados por su propia ley, excepto en los casos que afectaran al kanato zúngaro. Los zúngaros mantuvieron el control de la cuenca del Tarim hasta 1757.
En 1680 los kirguises negros asaltaron Mogolistán y ocuparon Yarkand. Los habitantes de Yarkandpidieron ayuda a Galdan Khan. Los zúngaros conquistaron Kasgar y Yarkant. y Galdan hizo que su gobernante fuera elegido por sus habitantes. Luego invadió el norte de la Montaña Tengeri en la moderna Kazajistán al año siguiente; derrotó a los kazajos de Tiavka Kan pero no logró tomar Sayram. Conquistó Turfán y Kumul al año siguiente, porque esta región pagó tributo al emperador chino en 1646, 1656, 1673 y 1681. En 1683 los ejércitos de Galdan bajo Rabtan alcanzaron Taskent y el Syr Darya y aplastaron dos ejércitos de los kazajos. Después de eso, Galdán subyugó a los kirguises Negros y arrasó el valle de Ferganá. A partir de 1685 las fuerzas de Galdan empujaron agresivamente a los kazajos. Mientras que su general Rabtan tomó Taraz, y su fuerza principal forzó a los kazajos a migrar hacia el oeste.
En 1687, sitió la ciudad de Turkestan, un importante centro de peregrinación religiosa para los kazajos musulmanes, pero no pudo tomarla.

## Rivalidad con Khalkha
Al principio los mongoles jalja y oirates fueron sus aliados, obligados por las disposiciones del código mongol oirate. Para consolidar esta unión, Galdan intentó aliarse con Zasaghtu Kan Shira, que perdió parte de sus súbditos a manos de Tüsheet Kan Chakhundorji, y trasladó su horda cerca de las montañas de Altái. Tushiyetu Kan atacó el ala derecha de los jaljas y mató a Shira en 1687. Galdan envió tropas bajo el mando de su hermano menor Dorji-jav contra Tüsheet Kan al año siguiente, pero finalmente fueron derrotados y Dorji-jav murió en la batalla subsiguiente. Chakhundorji asesinó a Degdeehei Mergen Ahai del kanato de Zasaghtu que iba camino de Galdan. La corte Qing intervino y llamó a todos los nobles mongoles para celebrar una conferencia.
Para vengar la muerte de su hermano y expandir su influencia sobre otros territorios mongolas, Galdan se preparó para la guerra con los jaljas de Mongolia oriental. Galdan estableció una relación amistosa con los rusos que estaban en guerra con Tüsheet Kan por los territorios cercanos al lago Baikal en el norte de Khalkha. Unidos por un interés común en derrotar a los jaljas, tanto Galdan como los rusos atacaron y conquistaron simultáneamente la mayoría de los territorios de Khalkha. Armado con armas de fuego de calidad superior proporcionadas por los rusos, Galdan atacó la tierra del difunto Zasaghtu Khan, y avanzó hasta el dominio de Tüsheet Kan. Mientras tanto, los cosacos de Siberia atacaron y derrotaron al contingente de 10 000 jaljas cerca del lago Baikal. En 1688, después de dos sangrientas batallas con los zúngaros en la actual Mongolia central, en el monasterio de Erdene Zuu y Tomor, Tüsheet Kan y su hijo Galdandorji huyeron al río Ongi.
Desafiando las órdenes contrarias del emperador chino Kangxi y de Ngawang Lobsang Gyats, entró en el territorio de Khalkha en 1688. Los zúngaross ocuparon su tierra natal de Khalkha y obligaron a Öndör Gegeen Zanabazar a huir. La corte de Qing fortaleció sus guarniciones de la frontera norte, y aconsejó a los jaljas que resistieran a Galdan. Después de ser reforzados por nuevas tropas, Jebtsundamba Kutuktu contraatacó a los zúngaros, y luchó con ellos cerca del lago Olgoi el 3 de agosto de 1688. Los oirates ganaron después de una batalla de tres días. La conquista de Galdán de Khalkha  resultó en que Öndör Gegeen Zanabazar y Tüsheet Kan Chakhundorjise se sometieran a la dinastía Qing en septiembre.

## Guerra con los Qing

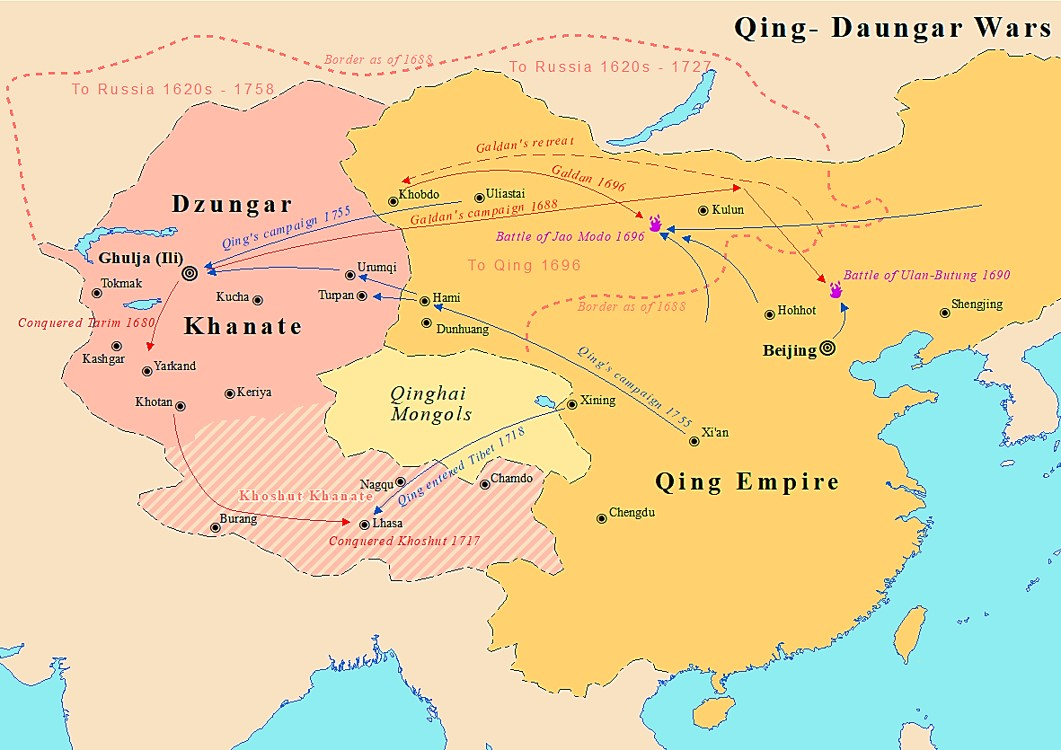
Mapa que muestra las guerras zúngaras-Qing con las campañas de Galdan.

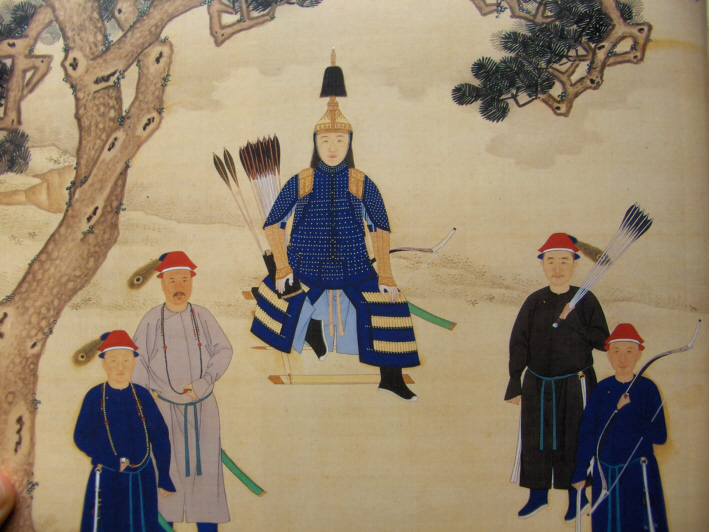
El emperador Kangxi con armadura ceremonial, armado con arco y flechas. El emperador Qing sería el más formidable enemigo al que Galdan se enfrentó, y sería la oposición Qing la que frenó su ambición de unir a los mongoles bajo su estandarte.

Con su victoria en 1688, Galdan llevó a los jaljas a los brazos de los Qing y se convirtió en una amenaza militar para los manchúes. Desafortunadamente para Galdan, el emperador Kangxi era inusualmente vigoroso y belicoso. Mientras luchaba en Mongolia Oriental, su sobrino Tsewang Rabtan tomó el trono de Zungaria en 1689. Después de una serie de exitosas batallas en las montañas Jangái, en el lago Olgoi y el río Ulahui, se acercó a la Gran Muralla China. Los líderes jaljas se retiraron a la Mongolia interior con sus tropas y el territorio de los jaljas cayeron bajo el dominio de Galdan. Los Qing lo engañaron para que llegara cerca de Pekín diciendo que necesitaban un tratado, pero lo emboscaron en la batalla de Ulan Butung, que se libró a 350 kilómetros directamente al norte de Pekín, cerca de la cabecera occidental del río Liao, en el extremo sur del Gran Khingan. Las tropas de Galdan fueron seriamente derrotadas por las tropas jaljas apoyadas por el ejército Qing y Galdan se retiró a Khalkha.

## Desaparición y muerte
En 1696 Galdan estaba en la parte alta del río Kerulen al este de la moderna Ulan Bator. El plan de Kangxi era liderar personalmente un ejército al noroeste de Galdan mientras enviaba un segundo ejército al norte del desierto de Ordos para bloquear su huida. Kangxi llegó a Kerulen, encontró a Galdan desaparecido, pero se vio obligado a regresar debido a la falta de suministros. El 12 de junio de 1696, el mismo día en que Kangxi regresó, Galdan se estrelló contra el ejército occidental y fue derrotado desastrosamente en el Gorkhi-Terelj, cerca del alto río Tuul, al este de Ulan Bator. La esposa de Galdan, la reina Anu khatan, murió durante la batalla y los manchúes capturaron 20 000 reses y 40 000 ovejas. Galdan huyó con los 40 o 50 hombres que le quedaban. Reunió a unos pocos miles de seguidores que más tarde desertaron debido al hambre. Fracasando en sus objetivos de usurpar el trono de Gran Kan de Mongolia y los sueños de alcanzar la grandeza y sin ningún lugar a donde ir sino enfrentando la amenaza inminente de ser capturado por los manchúes o Tsewang Rabtan, se quitó la vida tomando veneno el 4 de abril de 1697, en las montañas de Altái cerca de Hovd con solo 300 de sus seguidores viviendo con él. Fue sucedido por Tsewang Rabtan que se rebeló contra él.
Un hijo y una hija de Galdan permanecieron en la casa de Tsewang Rabtan junto con un lama buscado por el emperador Kangxi por deserción y por ayudar a Galdan. En 1698, Tsewang Rabtan se vio obligado a entregar a los tres a Pekín junto con las cenizas de Galdan, que luego fueron esparcidas en el patio de armas de la ciudad. Aunque el lama fue ejecutado, Kangxi perdonó a la hija y al hijo, y al otro hijo de Galdan, Septen Bailsur, que había estado en prisión hasta ese momento. Todos fueron perdonados y alojados en Pekín, donde murieron.